# Portón Negro
Portón Negro es una localidad argentina del Departamento Pilagás, en la provincia de Formosa. Se encuentra entre el riacho Porteño y la Ruta Nacional 86. Esta ruta es su principal vía de acceso, comunicándola al oeste con Misión Tacaaglé y Villa General Manuel Belgrano, y al este con El Espinillo y Clorinda.
La zona pertenecía al regimiento de caballería, el cual para su vigilancia tenía un portón de color negro en el camino que bordeaba el riacho Porteño.

## Población
Cuenta con 417 habitantes (Indec, 2010), lo que representa un incremento del 6,38% frente a los 392 habitantes (Indec, 2001) del censo anterior.
| Gráfica de evolución demográfica de Portón Negro entre 2001 y 2010 |
|                                                                    |
| Fuente: Censos nacionales del INDEC                                |

- Datos: Q9061895